# Dragobraća
Dragobraća (cyr. Драгобраћа) – wieś w Serbii, w okręgu szumadijskim, w mieście Kragujevac. W 2011 roku liczyła 1150 mieszkańców.